# 休訥堡

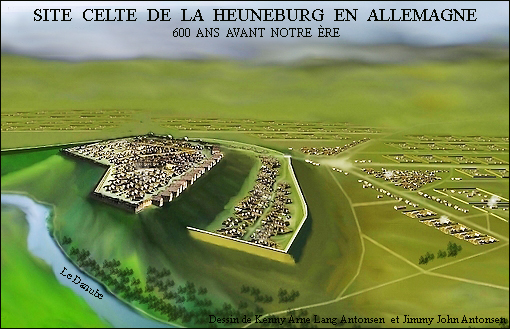
休訥堡復原圖

休訥堡（德語：Heuneburg）是史前凱爾特人的山堡遺跡，位於多瑙河畔，位於德國南部巴登-符騰堡州烏爾姆和西格馬林根之間，靠近赫伯廷根的洪德辛根，靠近現代瑞士和奧地利邊境。它被認為是中歐最重要的早期凱爾特人中心之一，特別是在鐵器時代哈爾施塔特文化時期。除了堅固的城堡外，還有大量跨越幾個世紀的定居點和墓地遺跡。
堅固的城堡尺寸約為300x150m。它矗立在一座地理位置優越的山脊上，陡峭地聳立在多瑙河上方40公尺。它位於肥沃的河流平原中心，周圍是起伏的丘陵地區。在鐵器時代，霍恩堡被認為控制了超過1,000平方公里（390平方英里）的周邊地區，包括其他山頂定居點、小村莊、村莊、道路、墓地以及邪教或聚會場所。
該定居點被稱為“阿爾卑斯山以北最古老的城市”，並被認為是希羅多德提到的凱爾特城市比利牛斯。